# Frederic Hecker

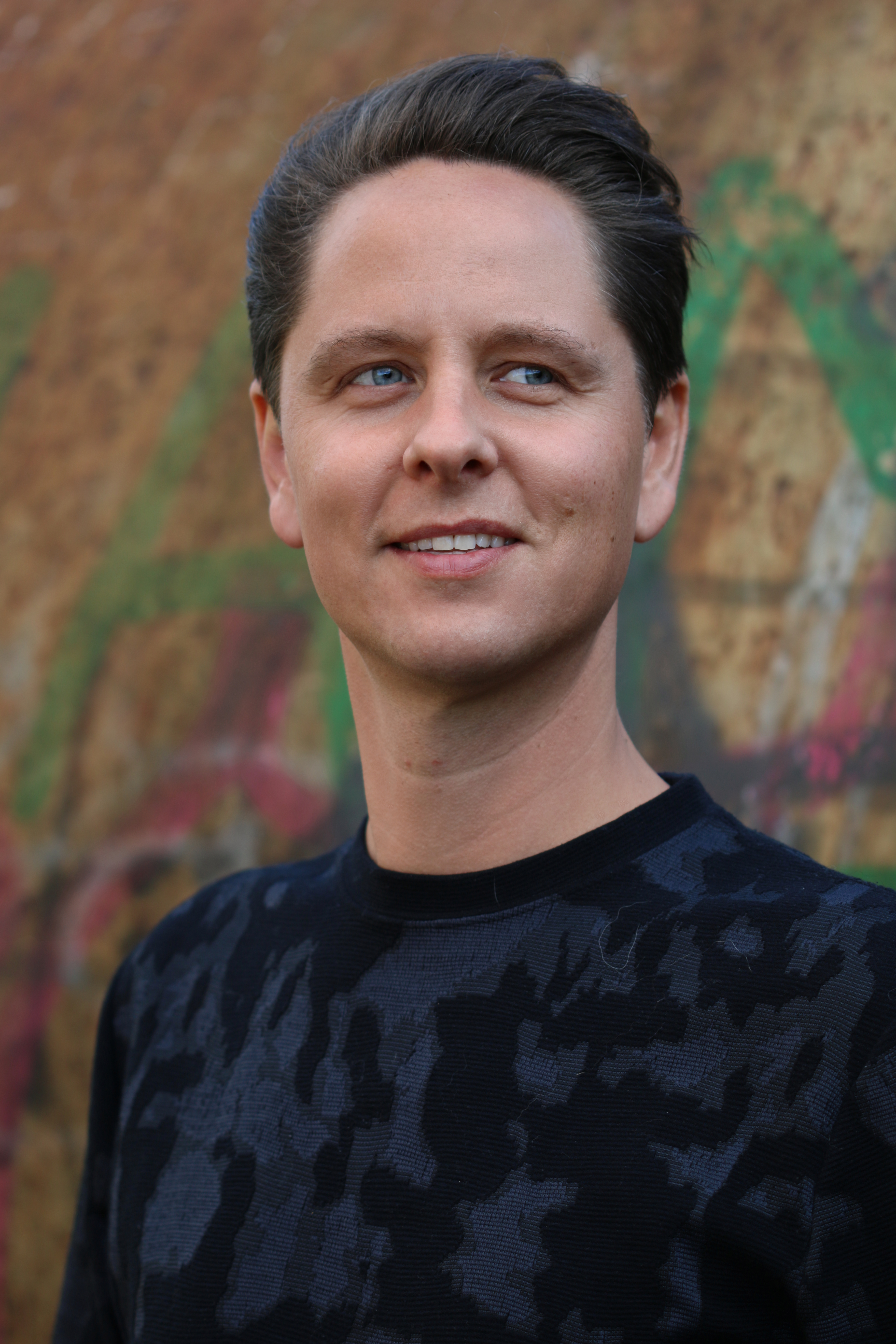
Frederic Hecker (2020)

Frederic Hecker (* November 1980 in Offenbach am Main) ist ein deutscher Schriftsteller und Chirurg. Sein erster Roman Totenblass erreichte kurz nach Erscheinen Platz 1 der Audible-Bestseller-Charts.

## Leben
Frederic Hecker wuchs zusammen mit einem älteren Bruder sowie einer jüngeren Schwester in Rödermark (Kreis Offenbach, Hessen) auf. Er studierte Medizin an der Johann-Wolfgang-Goethe-Universität in Frankfurt am Main und promovierte am dortigen Institut für Rechtsmedizin. Im Jahr 2008 legte er sein Examen ab und arbeitete im Anschluss in verschiedenen Krankenhäusern als Chirurg. Während seiner ersten Facharztausbildung zum Allgemeinchirurgen begann er mit dem Schreiben. Seinen Debütroman Totenblass stellte er 2018 während seiner zweiten Facharztausbildung zum Plastischen Chirurgen fertig.
Totenblass erschien im Oktober 2019 zunächst für einen Zeitraum von sechs Monaten exklusiv beim Weltbild-Verlag. Im März 2020 wurde das Buch dann als Paperback- sowie Hörbuchausgabe durch den Münchner Verlag Blanvalet verlegt. Das Audiobook, gelesen von Achim Buch, erreichte kurz nach Erscheinen Platz 1 der Audible-Bestseller-Charts. Zudem wurde das Buch von der Jury des Online-Magazins Krimi-Couch in die Top 3 der Wahl zum „Buch des Jahres 2020“ gewählt.
Im Februar 2020 erschien mit Rachekult der zweite Teil der Reihe um das Ermittlerpaar Joachim Fuchs und Lara Schuhmann. Rachekult knüpft in Teilen an Totenblass an, ist aber eine eigenständige, in sich geschlossene Geschichte.
Vom Aufbau her sind Heckers Thriller klassische Ermittler-Krimis, die seine medizinische Ausbildung erkennen lassen.
Hauptberuflich arbeitet Hecker als Plastischer Chirurg in Hannover, wo er gemeinsam mit seinem Kollegen eine Privatpraxis betreibt.

## Werke
Fuchs & Schuhmann-Reihe:
- Totenblass. Blanvalet Taschenbuch Verlag, München 2020, ISBN 978-3-7341-0735-1 / Random House Audio, München 2020, Ungekürzte Lesung, ungekürzte Ausgabe, ISBN 978-3-8371-4935-7.

- Rachekult. Blanvalet Taschenbuch Verlag, München 2021, ISBN 978-3-7341-0928-7 / Random House Audio, München 2021, Ungekürzte Lesung, ungekürzte Ausgabe, ISBN 978-3-8371-5354-5.

- Morddurst. Blanvalet Taschenbuch Verlag, München 2023, ISBN 978-3-7341-1132-7 / Random House Audio, München 2023, Ungekürzte Lesung, ungekürzte Ausgabe, ISBN 978-3-8371-6230-1.